# Vakıflı, Samandağ
Vakıflı là một xã thuộc huyện Samandağ, tỉnh Hatay, Thổ Nhĩ Kỳ. Dân số thời điểm năm 2011 là 128 người.